# Dokterswoning (Frederiksoord)

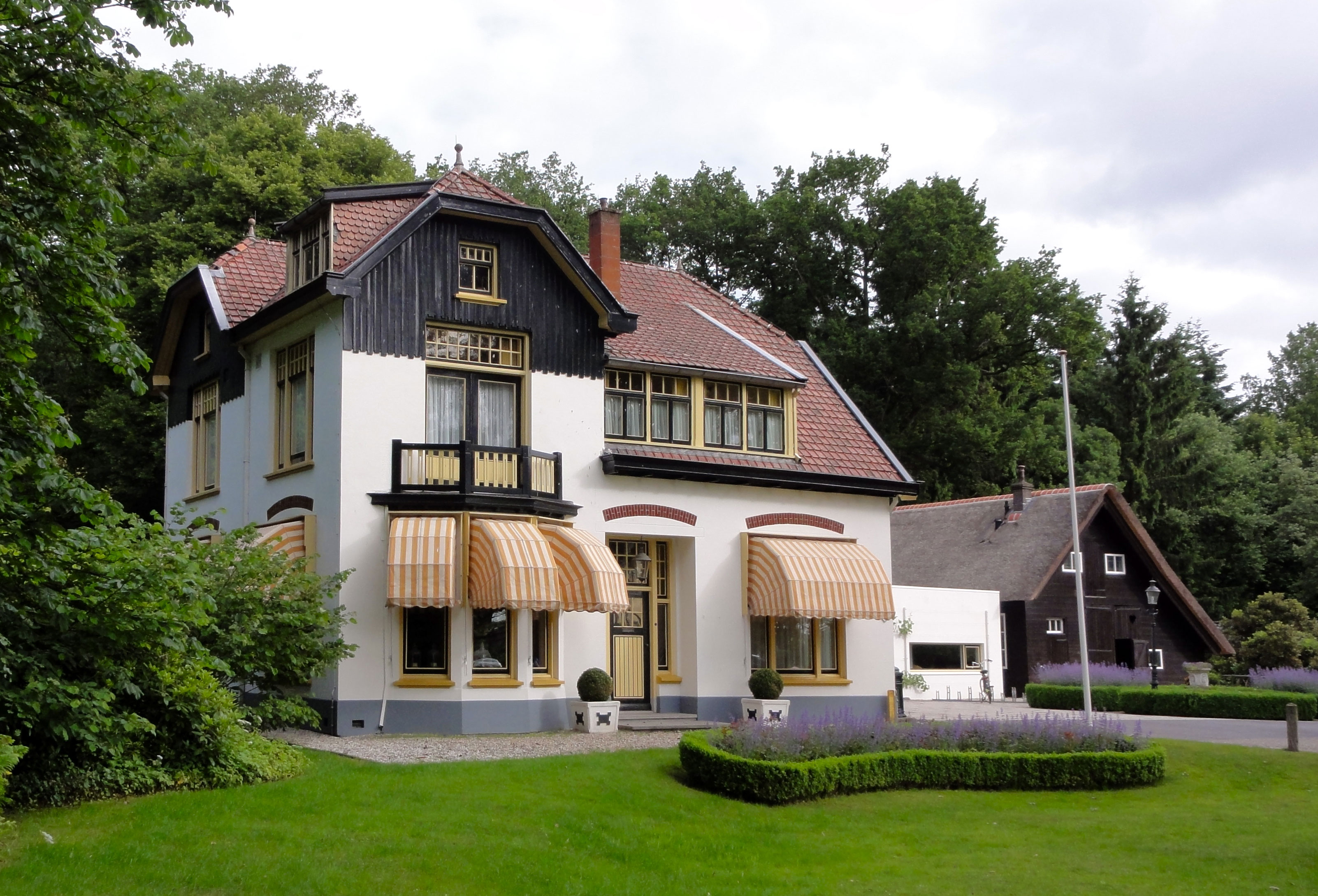
Dokterswoning aan de Majoor van Swietenlaan in Frederiksoord

De dokterswoning aan de Majoor van Swietenlaan in Frederiksoord is een in de periode 1910-1915 in opdracht van de Maatschappij van Weldadigheid gebouwde villa.
De Maatschappij van Weldadigheid beschikte sinds 1827 over een eigen geneeskundige dienst. De artsen waren in dienst bij de Maatschappij en verleende de kolonisten medische zorg. De apotheek in Frederiksoord fungeerde tot 1860, daarna werd deze zorg tot 1910 geleverd vanuit Steenwijk. Voordat de dokterswoning aan de Van Swietenlaan werd gebouwd was Huis Westerbeek in gebruik geweest als dokterswoning. In 1910 kreeg de Enschedese architect R. van der Woerd Hzn. de opdracht een nieuwe dokterswoning in Frederiksoord te ontwerpen. Het pand werd gebouwd in art-nouveaustijl met gebruikmaking van elementen uit de chaletstijl. Vanaf 1910 was er in Frederiksoord sprake van een apotheekhoudende huisarts in dienst van de Maatschappij van Weldadigheid. Vanaf die tijd waren ook alle huurders van woningen en boerderijen van de Maatschappij verplicht lid van het ziekenfonds van de Maatschappij.
De dokterswoning is erkend als een rijksmonument.